# Uwe Heppner
Uwe Heppner (n. 18 iulie 1960, Merseburg, Republica Democrată Germană, Germania) este un canotor, medaliat olimpic. A participat la 2 ediții ale Jocurilor Olimpice (1980, 1988) în care a câștigat o medalie de aur.